# باربرا وليامز
باربرا وليامز (بالإنجليزية: Barbara Williams)‏ (و. 1953 – م) هي ممثلة، ومغنية، من كندا، ولدت في جزيرة فانكوفر.

## وصلات خارجية
- باربرا وليامز على موقع IMDb (الإنجليزية)
- باربرا وليامز على موقع قاعدة بيانات الفيلم (الإنجليزية)